# Roberto Grela

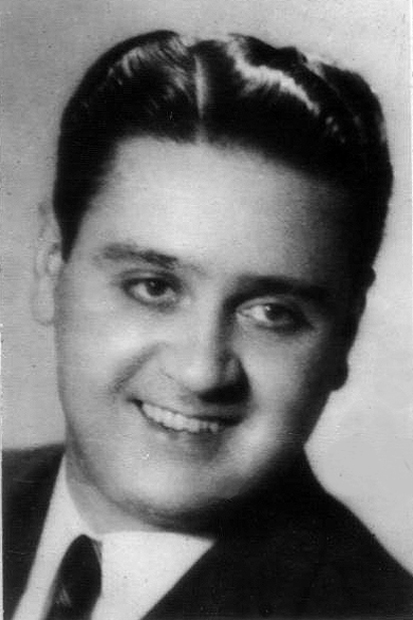
Roberto Grela

Roberto León Grela (* 28. Juni 1913 in Buenos Aires; † 6. September 1992) war ein argentinischer Tangogitarrist und –komponist.

## Leben und Wirken
Grela war musikalischer Autodidakt. Sein Vater und ein Onkel traten als Gitarrenduo Los Hermanos Delpaso auf. Sie waren mit Manuel Parada befreundet, der Grela von der Gitarre als Instrument überzeugte. Um Geld zu verdienen, trat er als Begleiter zunächst unbekannter Sänger, dann Antonio Maidas auf. Darauf leitete er eine Gitarrengruppe, die Charlo begleitete, und von 1936 bis 1938 arbeitete er in gleicher Funktion mit Fernando Díaz zusammen. In seiner langen Laufbahn begleitete er neben anderen auch Edmundo Rivero, Nelly Omar, Alberto Marino, Agustín Irusta, Tito Reyes, Osvaldo Cordó, Héctor Mauré, Osvaldo Ribó, Alberto Podestá und Jorge Vidal.
Für Díaz komponierte Grela den Tango Las cuarenta nach einem Text von Francisco Gorrindo. Diesen übernahmen Antonio Maida und Azucena Maizani in ihr Repertoire, aufgenommen wurde er von Jorge Omar mit dem Orchester Francisco Lomutos. Grela schloss sich dann zunächst einer von Abel Fleury geleiteten Folkgruppe und gründete dann eine Jazzgruppe namens Los American Fire. Als Tangomusiker trat er wieder 1952 in Catúlo Castillos musikalischer Komödie El Patio de la Morocha auf, die von Castillo und Aníbal Troilo am Teatro Enrique Santos Discépolo aufgeführt wurde. Er begleitete dort Troilo in dem Tango La cachila. 
Aus dieser Arbeit ging ein Quartett hervor, dem neben Grela und Troilo der Bassgitarrist Edmundo Porteño Zaldivar und der Kontrabassist Kicho Díaz angehörten. Es spielte Aufnahmen beim Label TK ein. Später wurde Díaz durch Eugenio Pro und Zaldivar durch Ernesto Báez ersetzt, hinzu kam der Gitarrist Domingo Laine. Diese Formation kam jedoch nur für Aufnahmen zusammen, für Auftritte gründete Grela eine Gruppe mit den Gitarristen Laine, Báez, Héctor Ayala und dem Kontrabassisten Pro. 1965 gründete Grela mit Leopoldo Federico, Báez und Román Arias das Cuarteto San Telmo, das mehrere Jahre bestand. Ab 1980 war er Mitglied des von Osvaldo Requena geleiteten Orchesters von Canal 11.

## Kompositionen
- Las cuarenta (Text von Francisco Gorrindo)
- Viejo baldío (Text von Víctor Lamanna)
- Callejón (Text von Héctor Marcó)
- A San Telmo (mit Héctor Ayala)